# Macromotettix sokutsuensis
Macromotettix sokutsuensis är en insektsart som först beskrevs av Heinrich Hugo Karny 1915.  Macromotettix sokutsuensis ingår i släktet Macromotettix och familjen torngräshoppor. Inga underarter finns listade i Catalogue of Life.